# Messimy-sur-Saône
Messimy-sur-Saône ist eine französische Gemeinde mit 1.312 Einwohnern (Stand: 1. Januar 2022) im Département Ain in der Region Auvergne-Rhône-Alpes. Sie gehört zum Arrondissement Bourg-en-Bresse und zum Kanton Villars-les-Dombes. Die Einwohner werden Messimiens genannt.

## Geografie
Die Gemeinde Messimy-sur-Saône liegt etwa 28 Kilometer nordnordwestlich von Lyon an der Saône, in die hier ihr Zufluss Mâtre mündet. Die Saône markiert die Grenze zum Département Rhône.
Umgeben ist Messimy-sur-Saône von den Nachbargemeinden Lurcy im Norden und Nordosten, Chaleins im Osten und Südosten, Fareins im Süden sowie Saint-Georges-de-Reneins im Westen.

## Bevölkerungsentwicklung
| Jahr                       | 1962 | 1968 | 1975 | 1982 | 1990 | 1999 | 2009 | 2021 |
| Einwohner                  | 352  | 346  | 401  | 619  | 827  | 931  | 1194 | 1288 |
| Quellen: Cassini und INSEE |      |      |      |      |      |      |      |      |

## Sehenswürdigkeiten
- Romanische Kirche Saint-Pierre aus dem 14. Jahrhundert mit Umbauten aus dem 17. Jahrhundert
- Schloss Montbriand, seit 1989 Monument historique
- Schloss Messimy
- Schloss Le Petit

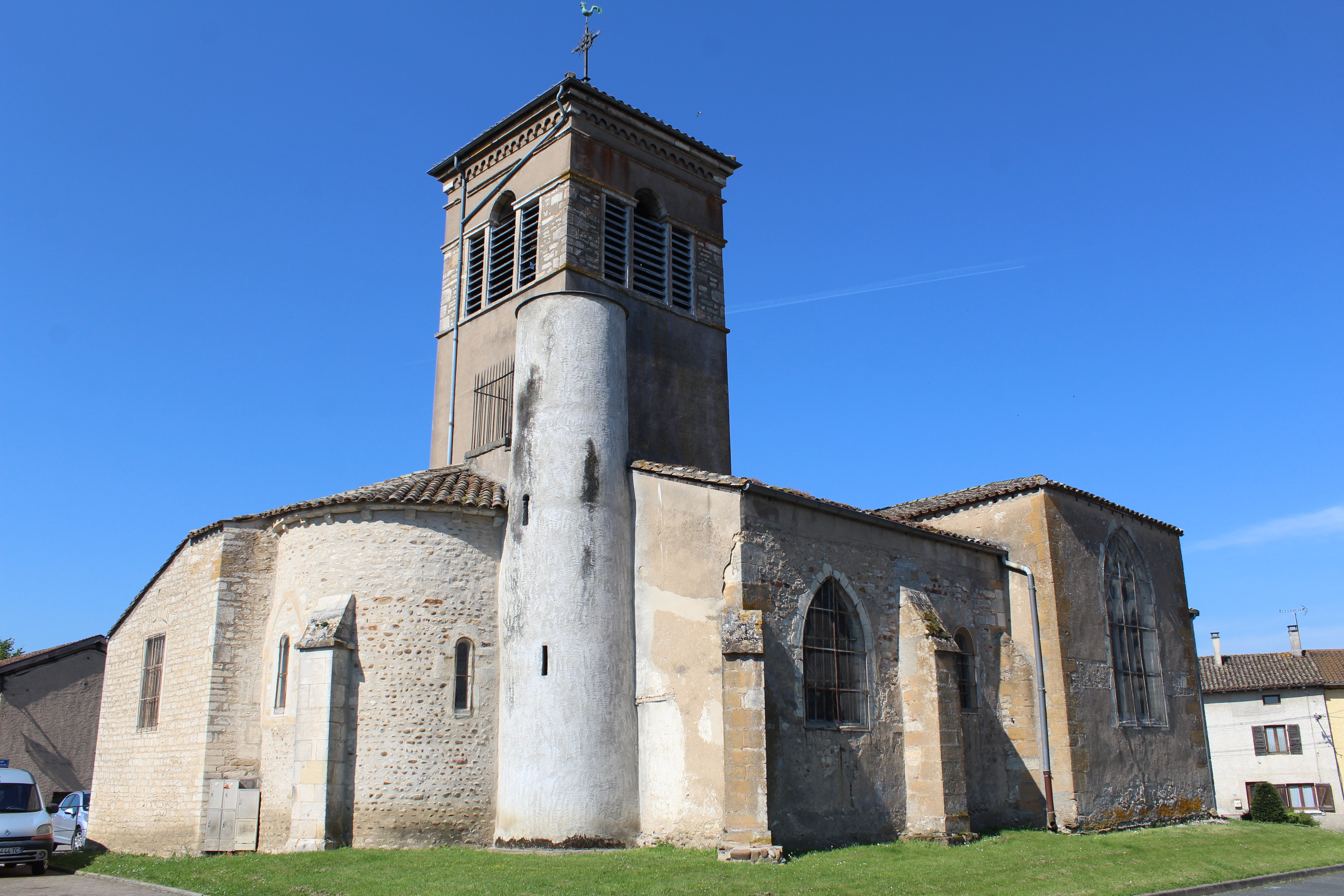
Kirche Saint-Pierre
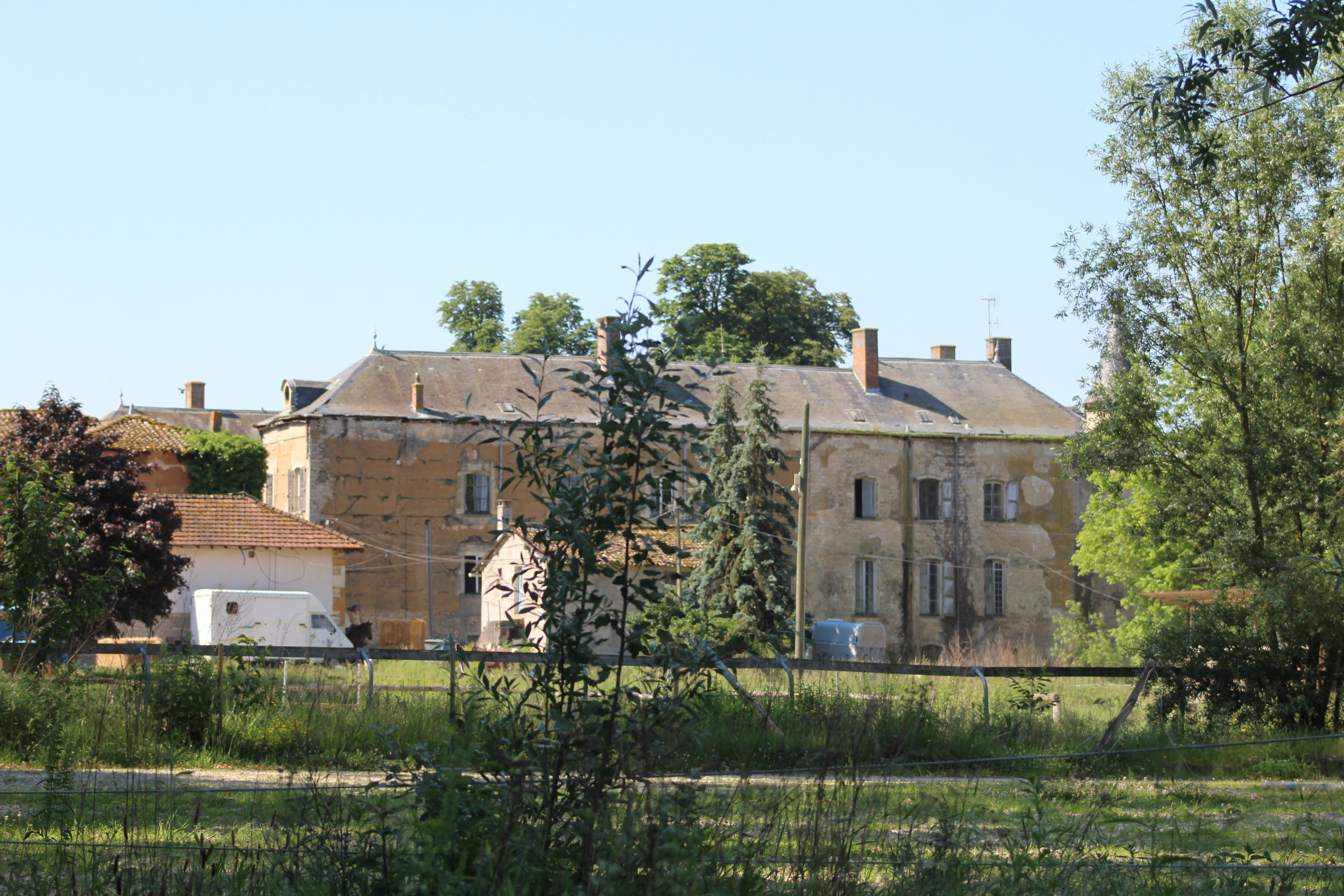
Schloss Montbriand
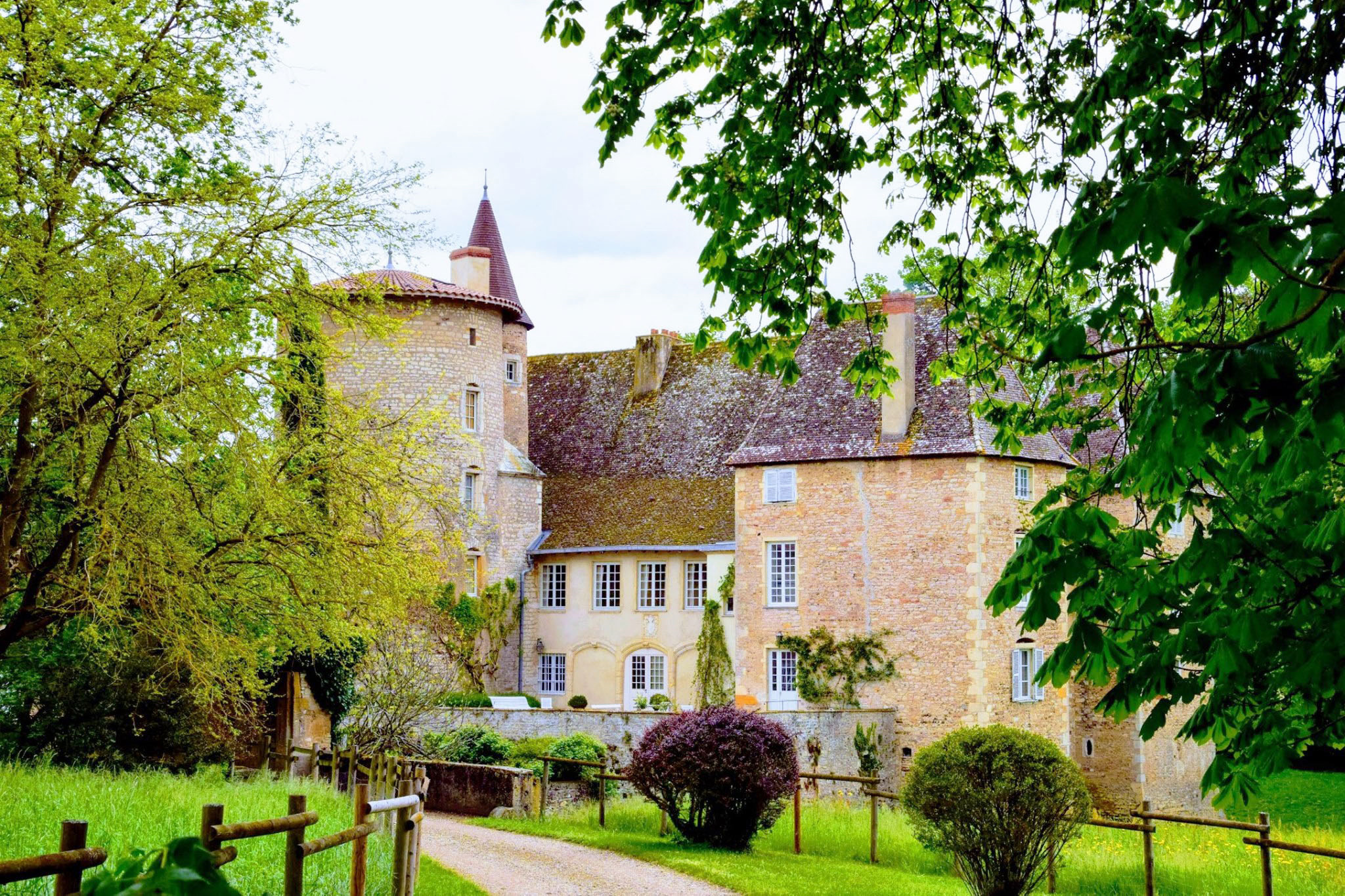
Schloss Messimy
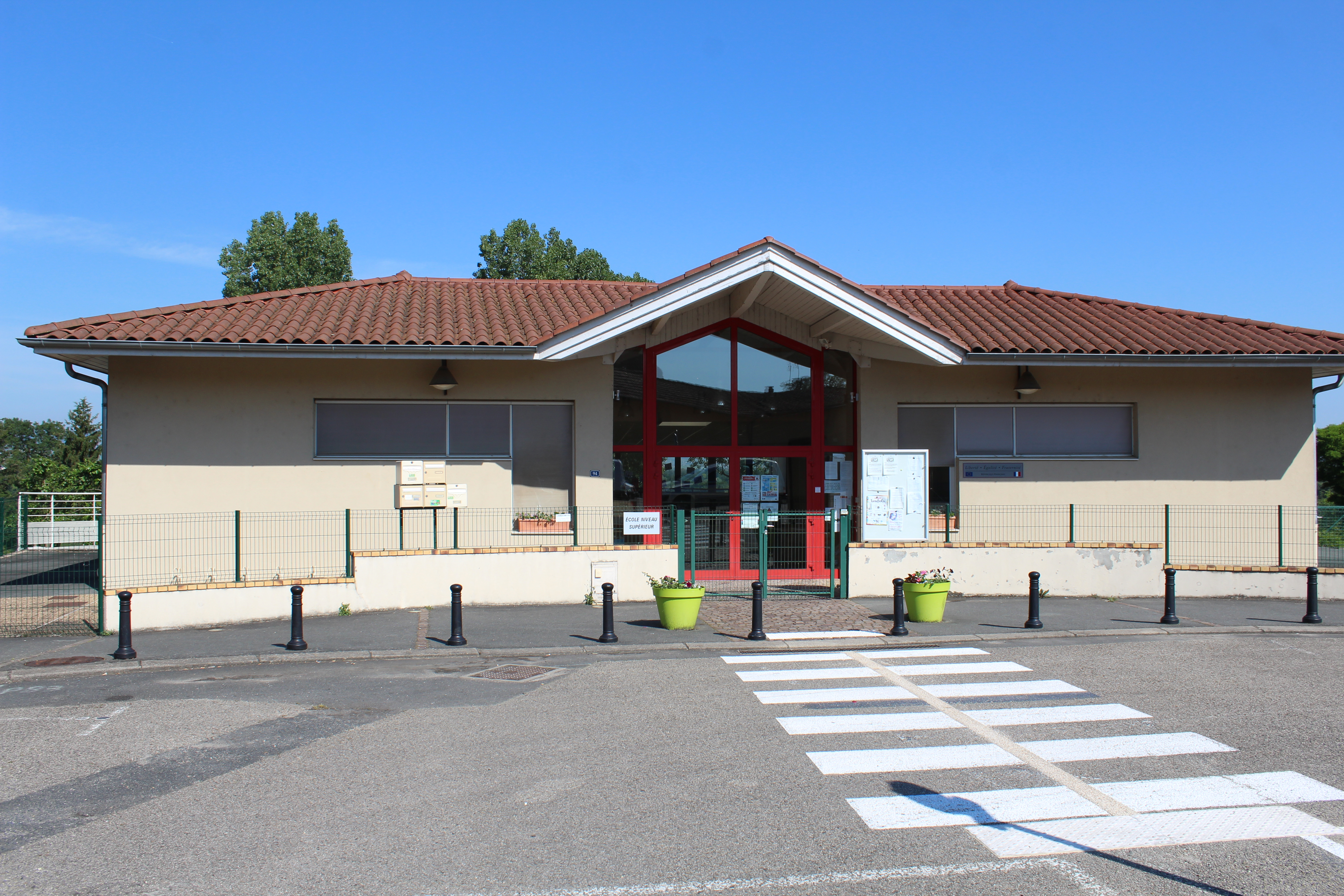
Schule
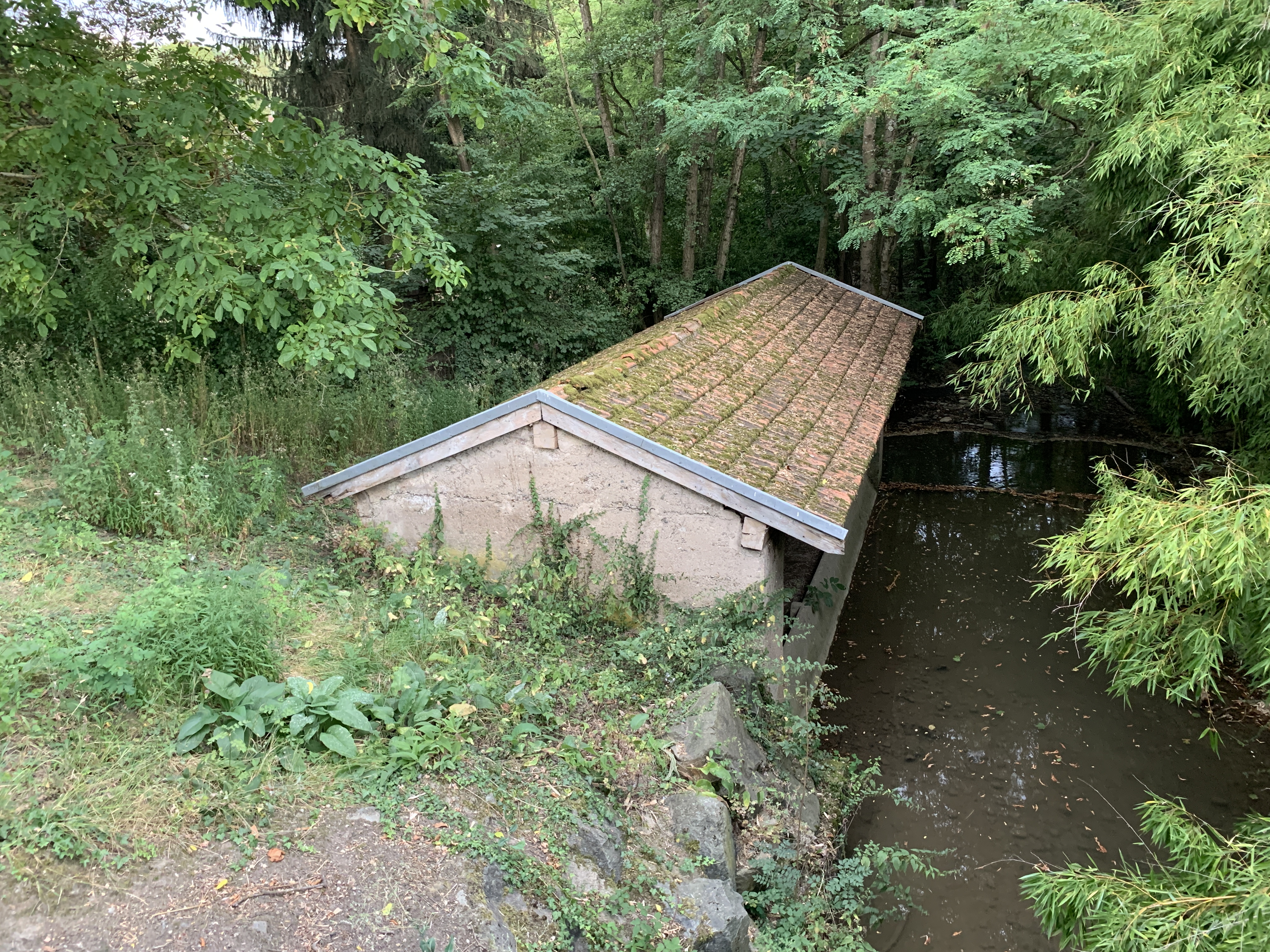
Ehemaliges Waschhaus (lavoir) an der Mâtre
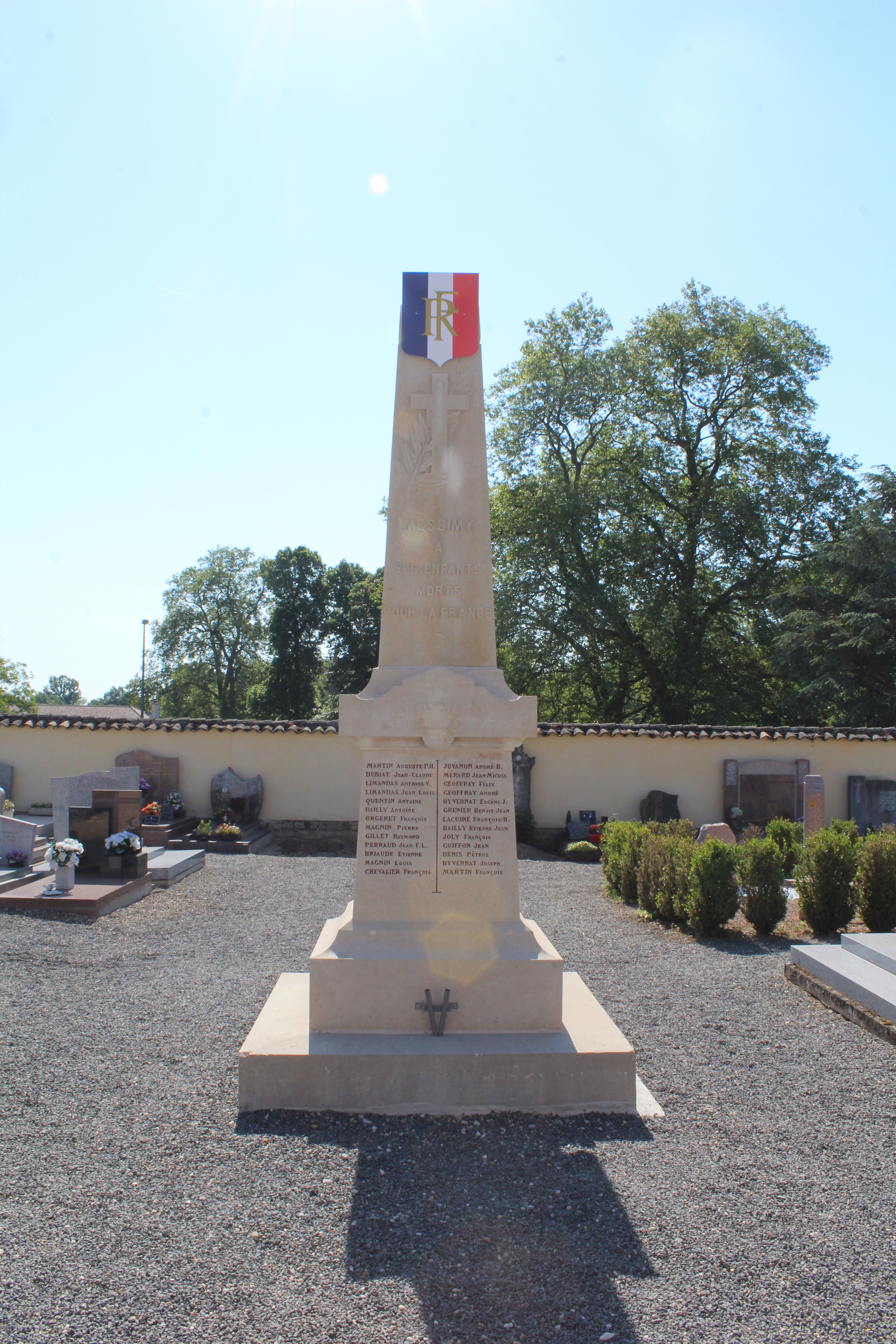
Gefallenendenkmal